# Belgio all'Eurovision Song Contest 2010
Il Belgio ha scelto il proprio rappresentante all'Eurovision Song Contest 2010 tramite una selezione interna effettuata dall'emittente VRT. Il cantante selezionato è stato Tom Dice, ed il brano, anch'esso selezionato internamente, è stato presentato il 7 marzo durante lo show Eurosong 2010: een song voor Tom Dice!.

## All'Eurovision Song Contest
Il Belgio ha gareggiato nella prima semifinale, il 25 maggio 2010, ottenendo il 1º posto con 167 e accedendo alla finale del 29 maggio, dove si posiziona al 6º posto con 143 punti.